# Rhipidura atra
El abanico negro (Rhipidura atra) es una especie de ave paseriforme de la familia Rhipiduridae endémica de Nueva Guinea y Waigeo.

## Descripción
Mide unos 17 cm de largo. El macho es todo negro con un brillo aterciopelado. Lo distingue una pequeña franja blanca en la ceja por encima del ojo. La hembra es casi en su totalidad de color marrón rojizo con un par de plumas centrales de la cola negras. El macho es muy similar al monarca negro, pero este posee un tono negro azulado metálico más brillante y carece de la lista superciliar blanca.

## Distribución y hábitat
Se encuentra únicamente en las islas de Nueva Guinea y Waigeo.
Su hábitat natural son los bosques montanos húmedos tropicales.